# Kriegerdenkmal am Sportplatz Falkenburg

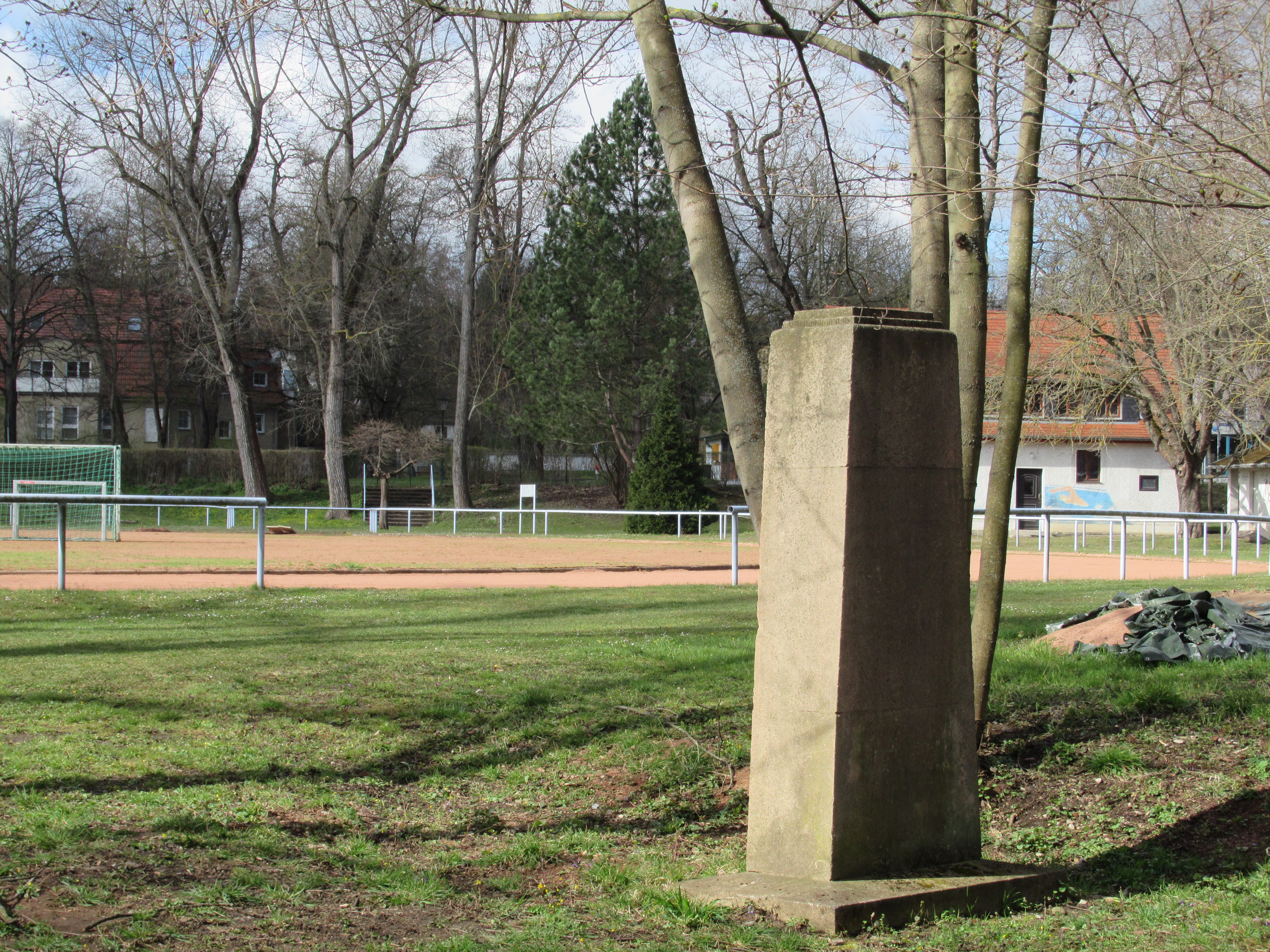
Kriegerdenkmal am Sportplatz Falkenburg

An der Nordseite des Sportplatzes „Falkenburg“ in Weimar steht ein Kriegerdenkmal für die gefallenen Sportsfreunde des BC Oberweimar im Ersten Weltkrieg. Seine versteckte Lage lässt ihm wenig Aufmerksamkeit zuteilwerden.
Das Denkmal ist ein steinerner Obelisk auf einer Grundplatte mit einem eingemeißelten Eisernen Kreuz, der 1921 aufgestellt wurde. Ein weiterer Kriegergedenkstein wurde 1921 auf dem Weimarer Sportplatz Lindenberg errichtet.
Die Inschriften der 29 Namen sind unkenntlich, jedoch sind deren Namen im Vereinsarchiv des VfB Oberweimar bekannt.
Die Widmung:
1914–1918
UNSEREN HELDEN
Die unlesbaren Namen sind:
R. Altwein, M. Andritzke, G. Arnold, P. Baumann, P. Baer, F. Bräutigam, R. Brömmer, P. Bückert, E. Dressler, E. Feuerstein, H. Gerstenhauer, W. von der Gönna, K. Günther, P. Heiland, I. Held, M. Hesse, E. Holzhäuser, K. Klein, E. Lepski, K. Meister, F. Ott, E. Reineck, A. Rommel, P. Rüdiger, F. Schumann, A. Stolze, P. Triller, W. Wege, F. Weikert.